# Lac de la Galette (réservoir Gouin)
Pour les articles homonymes, voir Galette.
Le lac de la Galette est un plan d'eau douce du territoire de la ville de La Tuque, en Haute-Mauricie, constituant une baie de la rive Sud du réservoir Gouin et à l’Ouest du cours supérieur de la rivière Saint-Maurice, dans la région administrative de la Mauricie, dans la province de Québec, au Canada.
Ce lac est surtout compris dans le canton de Delage, sauf une baie de la rive Est qui reçoit les eaux de la rivière Leblanc (réservoir Gouin), qui pénètre vers l’Est dans le canton de Leblanc. À la suite de l’érection complétée en 1948 du barrage Gouin, le « lac de la Galette » est devenu une extension de la baie Bouzanquet laquelle constitue une extension vers le Sud du réservoir Gouin (via le lac Brochu (réservoir Gouin).
La foresterie constitue la principale activité économique du secteur. Les activités récréotouristiques arrivent en second.
La route 400, reliant le barrage Gouin au village de Parent, dessert les vallées de la rivière de la Galette et de la rivière Leblanc ; cette route dessert aussi la péninsule qui s’étire vers le Nord dans le réservoir Gouin sur 30,1 km. Quelques routes forestières secondaires sont en usage à proximité pour la foresterie et les activités récréotouristiques.
La surface de la rivière Leblanc est habituellement gelée de la mi-novembre à la fin avril, toutefois la circulation sécuritaire sur la glace se fait généralement du début décembre à la fin de mars.

## Géographie
Ce lac comporte une longueur de 7,8 km en forme de banane ouvert vers l’Ouest, une largeur maximale de 2,4 km et une altitude de 402 m, soit le même niveau que le réservoir Gouin. Le "lac de la Galette" a une forme plutôt complexe comportant notamment une presqu’île (effritée par des baies latérales) s’étirant vers l’Est sur 1,7 km. Un sommet de montagne de 517 m est situé à 1,9 km à l’Est du rattachement de cette presqu’île à la rive Ouest du lac.
Ce plan d’eau reçoit du Sud-Est les eaux de la rivière Leblanc, du Sud-Est les eaux de la rivière de la Galette et du Sud-Ouest la décharge du lac Delage.
L’embouchure du "lac de la Galette" est localisé à :
- 27,8 km au Sud-Ouest du barrage Gouin ;
- 52,1 km au Sud-Est du centre du village de Obedjiwan lequel est situé sur une presqu’île de la rive Nord du réservoir Gouin ;
- 68,7 km au Nord-Ouest du centre du village de Wemotaci (rive Nord de la rivière Saint-Maurice) ;
- 160 km au Nord-Ouest du centre-ville de La Tuque ;
- 262,6 km au Nord-Ouest de l’embouchure de la rivière Saint-Maurice (confluence avec le fleuve Saint-Laurent à Trois-Rivières)[1].

Les bassins versants voisins du "lac de la Galette" sont :
- côté nord : réservoir Gouin, baie Bouzanquet, lac des Cinq Milles, lac Brochu (réservoir Gouin), baie Kettle ;
- côté est : rivière Atimokateiw, rivière Leblanc (réservoir Gouin), rivière Jean-Pierre (réservoir Gouin), rivière Saint-Maurice, rivière des Cyprès (La Tuque), rivière Najoua ;
- côté sud : rivière de la Galette (réservoir Gouin), lac Decelles, rivière Bazin, ruisseau Norah, rivière Bellerive, rivière Pichoui Ouest ;
- côté ouest : lac Francœur, lac des Cinq Milles, réservoir Gouin (baie du Sud), rivière Nemio.

L’embouchure du lac de la Galette correspond à l’embouchure de la rivière de la Galette (réservoir Gouin), soit sur la rive Sud du réservoir Gouin. De là, le courant coule vers le Nord-Ouest sur 9,5 km vers le Nord-Ouest jusqu’à l’embouchure de la baie Bouzanquet ; puis traverse le réservoir Gouin sur 34,8 km en contournant une grande péninsule par le Nord, en traversant le lac Brochu (réservoir Gouin) et la baie Kikendatch jusqu’au barrage Gouin. À partir de ce barrage, le courant emprunte la rivière Saint-Maurice jusqu’à Trois-Rivières.

## Toponymie
Le toponyme "Lac de la Galette" a été officialisé le 18 décembre 1986 par la Commission de toponymie du Québec, soit à sa création.